# Ignacio Caroca
Ignacio Andrés Caroca Cordero (Curicó, 2 novembre 1993) è un calciatore cileno, centrocampista del Curicó Unido.